# Laagri (Tallinn)
Laagri är en stadsdel i distriktet Nõmme i sydvästra delen av Tallinn, Estlands huvudstad. Järnvägsstationen i Laagri ligger utmed den baltiska järnvägen. Åt sydväst, på andra sidan gränsen till Saue kommun, ligger en småköping med samma namn. 